# Pałac w Rościnie
Pałac w Rościnie – późnobarokowy pałac w Rościnie w województwie zachodniopomorskim.

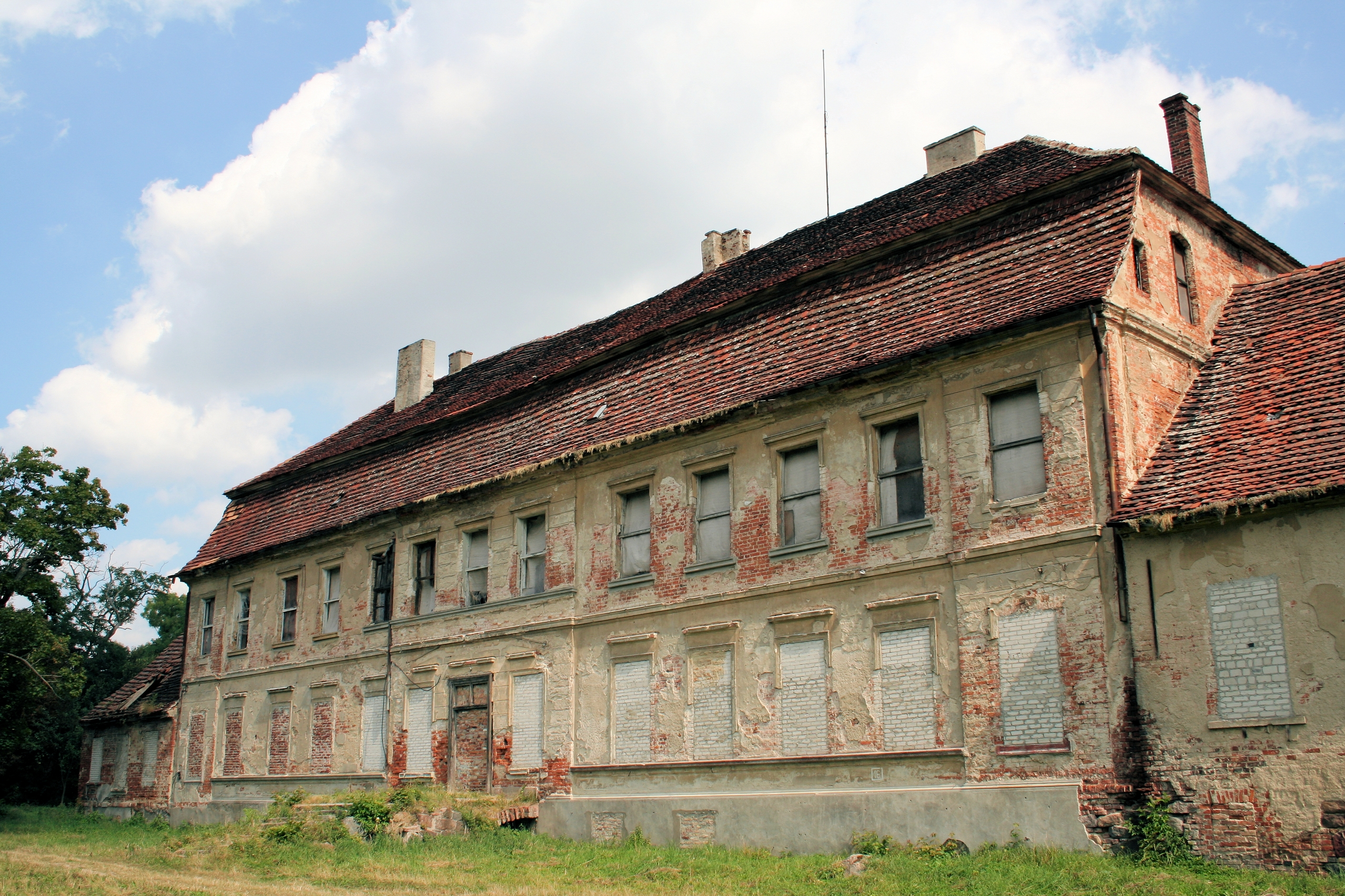
Zachodnia (tylna) elewacja pałacu

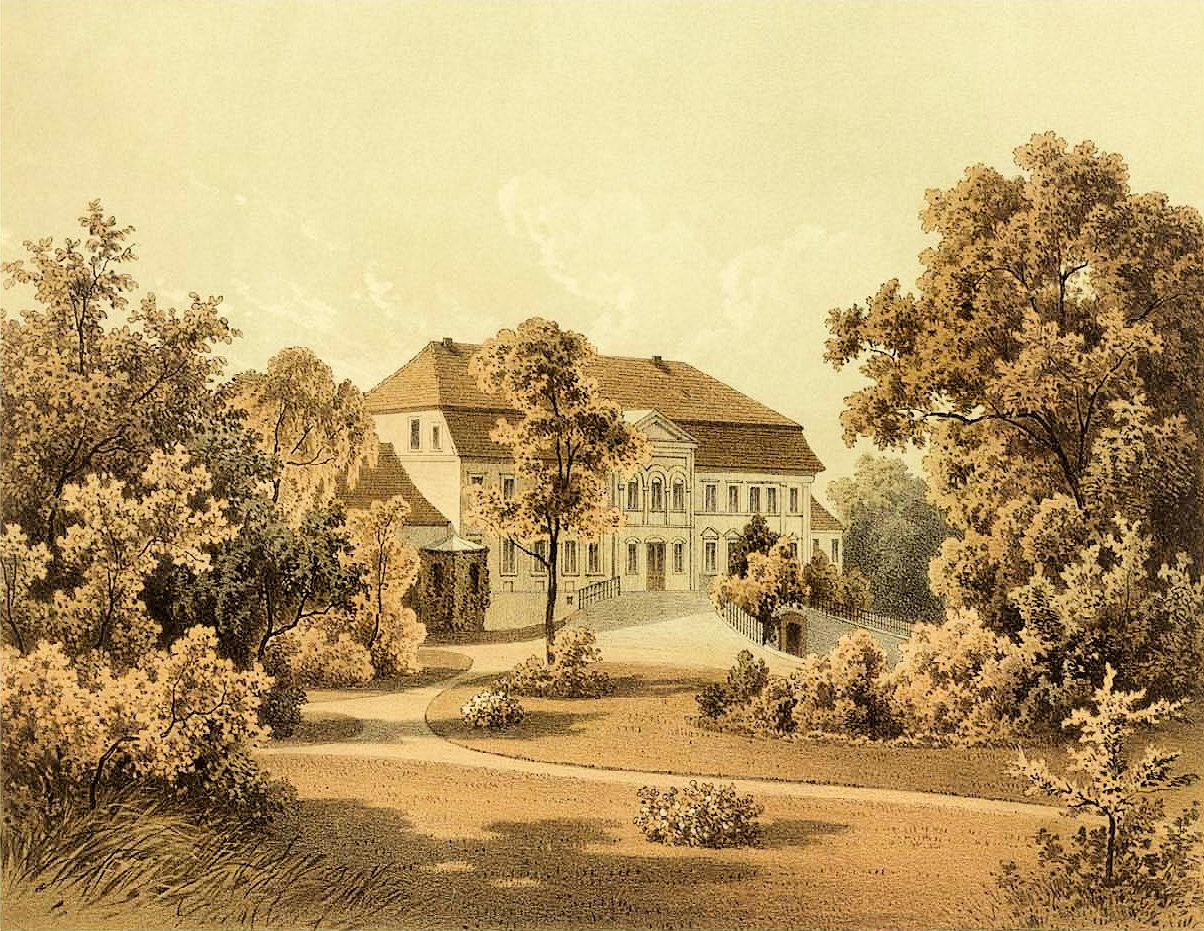
Pałac na litografii Alexandra Dunckera, 2 poł. XIX w.

## Położenie
Pałac znajduje się w południowej części miejscowości.

## Architektura
Pałac jest murowany, zbudowany w stylu późnobarokowym na planie prostokąta, dwukondygnacyjny. Od strony wschodniej posiada fasadę z klasycystycznymi obramowaniami okiennymi i gzymsami. W środku fasady występuje ryzalit zwieńczony tympanonem. Mansardowy dach o zmiennym kącie nachylenia połaci, kryty jest dachówką ceramiczną. Po stronie południowej i północnej znajdują się parterowe dobudówki.
Dawniej przed pałacem znajdował się półowalny podjazd na teren dziedzińca folwarcznego; obecnie (stan 2010 r.) jest tam hydrofornia.

## Historia
Pałac wybudowany został w 2 połowie XVIII w. przez rodzinę von Bredow, przebudowany w 2 połowie XIX w.; obecnie (stan 2010 r.) znacznie zdewastowany.

## Park pałacowy
Przypałacowy park, o powierzchni około 8 ha, położony jest po południowej stronie pałacu i dawnego folwarku. Założony został w 2 połowie XVIII w. jako barokowy (regularny) i w XIX w. przekształcony na krajobrazowy (swobodny, romantyczny). Na jego terenie zachowała się brama wejściowa dawnej budowli parkowej. Pierwotna sieć dróg parkowych miała układ „precelkowaty”. W części wschodniej parku znajduje się owalny staw.
Południową i wschodnią część parku zajmuje starodrzew rosnący w pasie szerokości około 80 m, głównie kasztanowce, dęby, lipy, buki i jesiony, a tylko pojedynczo inne ozdobne gatunki, np. platan, cis, daglezja. W składzie rodzajowym dominuje klon (18%), jesion (13%) i wiąz (13%). Okazałe drzewa przypuszczalnie mają około 100–150 lat (lipy), natomiast licznie występujący samosiew jest w wieku 20–40 lat. Przy pałacu znajduje się lipa o obwodzie 450 cm, we wschodniej stronie parku zaś dąb szypułkowy o obwodzie 440 cm; w niedalekim sąsiedztwie drogi do Pszczelnika – grupa platanów o obwodzie 300–500 cm.
Wpisany do rejestru zabytków pod nr 589 z 27.04.2001 r.